# Linnaemya albifrons
Linnaemya albifrons là một loài ruồi trong họ Tachinidae.